# David Golomb
David Golomb (hebrejsky דוד גולומב‎, narozen 4. února 1933 – 27. června 2019) byl izraelský ekonom, politik, poslanec Knesetu za strany Izraelská strana práce, Ma'arach, Daš, Šinuj a opět Ma'arach.

## Biografie
Narodil se v Tel Avivu do rodiny sionistického vůdce Elijahu Golomba. Vystudoval ekonomii na Hebrejské univerzitě.

## Politická dráha
V letech 1961–1965 působil jako ředitel Institutu ekonomického výzkumu při akčním výboru odborové centrály Histadrut. V letech 1965–1969 zde působil jako ředitel Plánovacího centra. Pracoval také coby ředitel plánovacího odboru podniku Koor Industries napojeného na Histadrut. Byl členem strany Mapaj.
V izraelském parlamentu zasedl poprvé po volbách v roce 1965, do nichž šel za Stranu práce. Mandát ale získal až dodatečně, v prosinci 1968, jako náhradník. V průběhu funkčního období přešel do společného poslaneckého klubu Ma'arach. Byl členem parlamentního finančního výboru. Znovu se v Knesetu objevil až po volbách v roce 1977. V roce 1977 se přidal k hnutí Daš, za kterou byl zvolen. Nastoupil opět do finančního výboru. V průběhu volebního období se poslanecký klub Daš rozpadl. V roce 1978 přešel Golomb do frakce Šinuj a roku 1980 se vrátil do levicové Ma'arach. Ve volbách v roce 1981 mandát neobhájil.